# Присо, Майк
Майк Присо (фр. Mike Priso; род. 6 мая 2004) — камерунский футболист, защитник клуба «Леганес».

## Карьера

### «Леганес»
В 2022 году футболист присоединился к эмиратскому клубу «Элит Фэлконс», где футболист быстро смог привлечь к себе внимание европейских клубов. В марте 2023 года футболист перешёл в испанский «Леганес», присоединившись к юношеской команде в возрастной категории до 19 лет. 

#### Аренда в «Супер Нову»
В июле 2023 года футболист на правах арендного соглашения присоединился к латвийскому клубу «Супер Нова». Дебютировал за клуб 21 июля 2023 года в матче против клуба «Метта», выйдя на замену на 72 минуте, однако вскоре получил серьёзную травму и был заменён. Больше футболист за сезон за клуб не провёл ни матча, закончив чемпионат на итоговом последнем месте. В декабре 2023 года футболист покинул латвийский клуб по окончании срока действия арендного соглашения.